# Härlövs ängar
Härlövs ängar är ett våtmarksområde i västra Kristianstad. Området tillhör Kristianstads vattenrike. En idag nedlagd soptipp på området håller på att ombildas till naturmark.
Under Kristianstads historia har synen på våtmarkerna runt Kristianstad skiftat. Under 1600-talet och fästningstiden var våtmarkerna en del av stadens försvar. Efter att Helge å fick ett nytt utlopp 1775 sjönk vattenståndet omkring 60 cm vilket försvagade fästningen. När fästningen upphörde 1847 ändrades synen på våtmarkerna som mera sågs som ett hinder för stadens expansion. På Vilan kunde staden  växta men efter Nosabysjöns invallning vanns mycket mark österut. Delar av denna mar var sank och behövde fyllas ut. Stadens soptipp låg på Östra fäladsmarken nära Sommarlust. Området bebyggdes från sent 1950-tal och under 1960-talet. Soptippen flyttades då till Härlövs ängar väster om Helge å. En sopptipp mitt i ett biologiskt värdefullt våtmarksområde ovanpå Skäne största grundvattentäkt verkar efter att attityden till våtmarkerna återigen förändrats inte som en god ide. I dag ses våtmarkerna som en tillgång för staden. Våtmarkerna skyddar staden mot översvämning- De reducerar näringsläckaget till Östersjön. De har nyttjas som betesmarker och slåtterängar sedan länge, och är viktiga reservoarer för biologisk mångfald och ger goda områden för rekreation. Kristianstad Vattenrike skapades med Helgeåns våtmarker och strandängar som grund. 2005 utnämnde Unesco området till biosfärområde 2010 invigdes naturum Vattenriket mitt i Kristianstad – mitt i våtmarkerna på Härlövs ängar.
Att se området som vattenrikt präglade äldre historia. Helgeådalen har varit attraktivt för människor. Vattnet användes för fiske och våtmarkerna för jakt. Slåtter gav vinterfoder till djuren. Djuren gav gödsel  till sandiga och magra åkrar. 1614 anlades Kristianstad i skydd av de svårframkomliga våtmarkerna.

Vattensjukt blev området då grävda brunnarna i staden förgiftades och ersattes då vattenintaget flyttades till ån. Avloppsvatten och industriföroreningar  uppströms staden förorenade Helgån. Dricksvattnet fick tas genom djupa borrhål till grundvattnet i kalkberggrunden. Härlövstippen under 1960-talet förorenade Helgeån ännu mer. Staden ledare såg på området som vattensjukt.
Hälsovårdsnämnden finner det angeläget att omtalade vattensjuka och osunda träskmark snarast saneras […] så länge inga olägenheter kan befaras uppstå och soptippen därtill skötes fullt tillfredsställande.
Hälsovårdsnämnden i Kristianstad, 1958.
Namnet ”Härlövs ängar” härstammar från tiden då området användes som slåtterängar. På 1950-talet började  östra delen av ängarna fyllas ut med sopor och schaktmassor. Syftet var att kunna bebygga området. Efter behanling kan ett gammalt kulturlandskap återskapas. Ett torrt och kargt landskap anläggas på toppen av kullen (soptippen) men därefter kommer ängsmark, hagmark och skog längre ner. Områdets 60 hektaren kommer att omvandlas under en period 20 år. Kommunens vill inte ha ett parkområde utan ett naturområde.